# Evropska pot E60
Evropska pot E60 je druga najdaljša cesta vseevropskega cestnega omrežja. Poteka iz francoskega Bresta,  (ob obali Atlantskega oceana), do Irkeštama v Kirgizistanu (do meje z Ljudsko republiko Kitajsko). E60 prečka več držav:
 FrancijaBrest, Lorient, Vannes, Nantes, Angers, Tours, Orléans, Montargis, Auxerre, Beaune, Dole, Besançon, Belfort in Mulhouse,
 ŠvicaBasel, Zürich, Winterthur, St. Gallen in St. Margrethen,
 AvstrijaBregenz, Lauterach, Feldkirch, Landeck, Telfs, Innsbruck,
 NemčijaRosenheim, Bad Reichenhall/Piding,
 AvstrijaSalzburg, Sattledt, Linz, Sankt Pölten, Dunaj in Nickelsdorf,
 MadžarskaMosonmagyaróvár, Győr, Tatabánya, Budimpešta, Cegléd, Szolnok, Kisújszállás, Püspökladány, Berettyóújfalu,
 RomunijaOradea, Aleșd, Huedin, Cluj-Napoca, Turda, Câmpia Turzii, Luduș, Iernut, Târgu Mureș, Sighișoara, Brașov, Predeal, Azuga, Ploiești, Otopeni, Bukarešta, Urziceni, Slobozia, Hârșova, Konstanca (Constanța) in Agigea
Presek Romunija–Gruzijani trajekta
 GruzijaPoti, Samtredia, Khashuri in Tbilisi,
 AzerbajdžanGanja, Yevlakh in Baku,
Presek Azerbajdžan–Turkmenistanni trajekta
 TurkmenistanTürkmenbaşy, Serdar (Gyzylarbat), Ašhabat, Tejen, Mary in Türkmenabat (Chardzhou),
 UzbekistanQorako‘l, Bukhara, Qarshi, G‘uzor, Sherobod in Termez,
 TadžikistanDušanbe in Jirgatol,
 KirgizistanSary-Tash in Irkeštam.
- Most avtoceste E60 v Franciji
- E60 v mestu St. Gallen, Švica
- E60 v zahodni Avstriji
- E60 v Romuniji
- E60 v Gruziji